# NGC 4444
NGC 4444 est une galaxie spirale intermédiaire située dans la constellation du Centaure. NGC 4444 a été découverte par l'astronome britannique John Herschel en 1836.

## Caractéristiques
La classe de luminosité de NGC 4444 est II-III et elle présente une large raie HI.

### Distance
Sa vitesse par rapport au fond diffus cosmologique est de 3 203 ± 21 km/s, ce qui correspond à une distance de Hubble de 47,3 ± 3,3 Mpc (∼154 millions d'al).
À ce jour, une mesure non basée sur le décalage vers le rouge (redshift) donne une distance d'environ 38,800 Mpc (∼127 millions d'al).  Cette valeur est à l'extérieur des valeurs de la distance de Hubble. Notons cependant que c'est avec la valeur moyenne des mesures indépendantes, lorsqu'elles existent, que la base de données NASA/IPAC calcule le diamètre d'une galaxie et qu'en conséquence le diamètre de NGC 4444 pourrait être d'environ 55,0 kpc (∼179 000 al) si on utilisait la distance de Hubble pour le calculer.

### Brillance de surface
En raison d'une brillance de surface égale à 14,10 mag/am2, on peut qualifier NGC 4444 de galaxie à faible brillance de surface (LSB en anglais pour low surface brightness). Les galaxies LSB sont des galaxies diffuses (D) avec une brillance de surface inférieure de moins d'une magnitude à celle du ciel nocturne ambiant.